# Fieldia australiana
Fieldia australiana är en tvåhjärtbladig växtart som först beskrevs av Cyril Tenison White, och fick sitt nu gällande namn av Brian Laurence Burtt. Fieldia australiana ingår i släktet Fieldia och familjen Gesneriaceae. Inga underarter finns listade i Catalogue of Life.